# Багрянцева, Анна Юрьевна
Багрянцева Анна Юрьевна (литературный псевдоним Анна Багряна) (укр. Багрянцева Ганна Юріївна, Анна Багряна) 24 марта 1981, город Фастов, Киевская область, Украина — украинский поэт, прозаик, драматург, переводчик.

## Биография
Родилась 24 марта 1981 года в г. Фастове Киевской области. В 2004 году окончила магистратуру Института филологии Киевского Национального университета им. Тараса Шевченко (специальность: украинский язык и литература). Работала журналисткой на телевидении, радио и в прессе, секретарем Совета Национального Союза писателей Украины по работе с молодыми авторами, шеф-редактором издания «Гранословие».

## Творчество
Автор поэтических сборников:
- «Соцветие слов» (Киев.: Просвита. — 2000, ISBN 966-7551-32-6),
- «Среди сиреневых снов» (Киев.: ЮАНА. — 2002, ISBN 966-95909-1-4),
- «Между богами и нами» (Киев.: ЮАНА. — 2005, ISBN 966-95909-4-9),
- «Прогулка по канату» (двуязычное украинско-польськое издание, Львов-Радом.: Каменяр. — 2008, ISBN 978-83-60126-55-0 (ошибоч.), ISBN 5-7745-1064-6),
- «Другие линии» (Киев.: Просвита. — 2009, ISBN 978-966-2133-20-2),
- «Заговор из любви» (Луцк.: Твердиня. −2011, ISBN 978-617-517-070-0).

Романов:
- «Этимология крови» (Киев.: Факт. — 2008, ISBN 978-966-359-296-1),
- «Дивная такая любовь» (Киев.: Нора-друк. — 2010, ISBN 978-966-2961-53-9, в переводе на македонский — «Толку необична љубов». — Скопье.: Матица. — 2011, ISBN 978-608-10-0169-3),
- «Дошкуляка» (Киев.: Нора-друк. — 2012, ISBN 978-966-2961-90-4).

Книги рассказов для детей (серия «Жизни выдающихся детей», Киев.: Грани-Т. — 2010, ISBN 978-966-465-266-4), сборника пьес, а также либретто к мюзиклу «Глория».
Пьесы ставились в театрах Украины, США и Македонии.
Произведения переводились на 17 языков и были опубликованы в различных литературных газетах, журналах, альманахах, антологиях Украины и других стран мира. В Польше, Бельгии, Азербайджане, Болгарии, Сербии и Македонии выходили отдельные сборники стихов, а также пьесы и роман.
Переводит с польского, болгарского, македонского и русского языков. Переводчик и составитель семи поэтических сборников, а также антологии современной поэзии Македонии.

## Награды
Лауреат литературных конкурсов «Коронация слова», «Смолоскип», Международной украинско-немецкой премии им. Олеся Гончара (2008), конкурса им. Маруси Бек (Канада, 2009), Международной литературной премии Медитеранской Академии им. Братьев Миладиновых (Македония, 2012), Международной литературной премии «Qiriu i Naimit» (Тетово-Приштина, 2012) и др. В 2009 году на Международном фестивале поэзии «Славянские объятия» (Варна, Болгария) получила награду «Летящее серебряное перо» за переводы стихов Елисаветы Багряной на украинский язык (книга "Двете Багряни във «Вечната и святята»).
Член Национального Союза писателей Украины, Ассоциации украинских писателей, Славянской литературной и художественной Академии (Болгария).